# Anton Delvig
Anton Antonovich Delvig (în limba rusă: Анто́н Анто́нович Де́львиг)  (n. 17 august [S.V. 6 august] 1798, d. 26 ianuarie [S.V. 14 ianuarie] 1831) a fost un poetși jurnalist rus.
A fost contemporan și prieten cu Aleksandr Pușkin.
În cadrul liricii sale, se remarcă melancolia tonului, muzicalitatea sonetului, perfecțiunea formală, tendința de a fuziona clasicismul cu romantismul.
Printre operele sale, menționăm: Sfârșitul veacului de aur („Koneț zolotovo veka”) și Soldatul eliberat („Otstavnoi soldat”).